# Konjuško jezero
Konjuško jezero (alb. Maja e Konjushës) je najviše jezero na Šar planini, koja se proteže uz granicu između Kosova i Sjeverne Makedonije. Jezero je dugo oko 100 m, široko 70 m, a duboko 1 m. Nalazi se u podnožju Konjuške planine. 1970-ih godina sagrađena je lovačka kuća za smještaj lovqca na divlje koze.
Ime dolazi od albanskog za "blizu vrha". Jugoslavenske karte koristile su naziv na srpskom jeziku Gornje jezero. Srpsko ime dolazi od toga što je jezero najviše u planinskom lancu, a poput Gornje Mahale u blizini današnjeg Gornjeg Sela u blizini Prizrena, ovo područje su nekada koristili lokalni Srbi za pašnjake.

## Vanjske poveznice
- Stranica vodiča za Kosovo
- Stranica vodiča za Sharr